# Front (nattklubb)
FRONT var en nattklubb i Hamburg i Tyskland som öppnade 1983 och lades ner 1997. Klubben anses ha varit en av Tysklands viktigaste under sina aktiva år, där den senaste house-musiken kunde upplevas. Klubben anses även ha spelat en viktig roll i den tyska gay-gemenskapen där särskilt unga homosexuella kunde uttrycka sig relativt fritt.
Klubben grundades 1983 av paret Willi Prange och Phillip Clarke. Två DJ:er som varit förknippade med klubben var Klaus Stockhausen (som var residerande DJ mellan 1984-92) och Boris Dlugosch som anslöt som residerande DJ 1986.